# Зацише (станция метро)
Зацише (Zacisze, с пол. — «Затишье, тихое укромное место») — станция линии M2 Варшавского метрополитена. Располагается в районе Таргувек вдоль улицы Фигара и на пересечении улиц Леха и Матильды. Станция открыта 28 сентября 2022 года в составе участка Троцка — Брудно. Станция получила название по оседлу Зацише, являющегося частью района Таргувек.

## Пуск
Днём 28 сентября 2022 года в 13:30 станция открыта для пассажиров.

## Описание
Строительство станции началось в 2019 году, а название станции присвоено Городской Радой Варшавы в августе 2020 года.